# A palacsintás király (tévéjáték)
A palacsintás király a Magyar Televízió által készített, két részben, 1973. december 25-én, kedden 18:30-as kezdettel és december 26-án, szerdán 18:50-es sugárzással az M1-en bemutatott színes, zenés magyar mesejáték, tévéfilm, ifjúsági film Fésűs Éva írása után Katkics Ilona rendezésében. Betétdalként felcsendül benne az Éliás, Tóbiás népdal Tamássy Zdenko átiratában. A film alapjául szolgáló történet 1999-ben jelent meg könyv alakban meseregény formájában, Fésűs Éva nevével fémjelezve.

## Készítették
- Rendező: Katkics Ilona
- Írta: Fésűs Éva
- Forgatókönyvíró: Békés József
- Díszlettervező: Nagy Sándor
- Operatőr: Mestyán Tibor
- Vágó: Di Pol Jolanda

## Szereplők
| Szerep               | Megjegyzés | Színész           |
| -------------------- | --- | ----------------- |
| Tóbiás király        | A „Palacsintás király”, Dínom-dánom ország királya, belebukik a kipattant korrupciós botrányba. | Greguss Zoltán    |
| Éliás királyfi       | Dínom-dánom ország trónörököse, miután az udvari bolond és Kökényszemű Katica segítségével felgöngyölíti az országot behálózó korrupciót, apja lemond, ő lesz az új király, és feleségül veszi Katicát. | Balázsovits Lajos |
| Kökényszemű Katica   | Miután az ő és az udvari bolond segítségével Éliás királyfi felgöngyölíti az országot behálózó korrupciót, Tóbiás király lemond, Éliás királyfi feleségül veszi, és ő lesz Dínom-dánom ország királynéja, aki hivatalból felügyeli az ország éléskamráját, és ő tartja magánál annak kulcsát. | Detre Annamária   |
| Derelye              | Udvari főszakács, a királyra, aki a hasát és különösen a palacsintát szereti legjobban, erős befolyással van, így az ország éléskamráját kifosztja, és a vezető pozíciókba a saját rokonait ülteti. Az ellene fellépőket, mint az udvari bolondot, pedig börtönbe vetteti, de saját nagyravágyásába bukik bele, hiszen az elhunyt királyné gyűrűjét akarja megszerezni, amit már a néhai királyné fia, Éliás királyfi végképp nem tűrhet. | Kaló Flórián      |
| Csöröge              | Udvari bolond, akaratlanul is az országot behálózó korrupciós botrány leleplezésének kulcsfigurája lesz, és miután éppen őt vetik börtönbe lopásért, így bosszúból és sértett hiúságából következően Kökényszemű Katicával karöltve ő göngyölíti fel Derelye főszakács sötét üzelmeit. | Harsányi Gábor    |
| Ákom-bákom           | Udvari tudós, a jog tudora, aki felvilágosítja Éliás királyfit, milyen jogi lehetőségei vannak arra, hogy megakadályozza az édesanyja, a néhai királyné gyűrűjének a király általi elajándékozását Derelye főszakácsnak. A megoldás: meg kell nősülnie, és akkor az új királynét illeti a gyűrű, és ezzel együtt az éléskamra kulcsa, valamint az éléskamra felügyelete is a királynéra száll majd.                                       | Rajz János        |
| Derelyéné            | Az ő nagyravágyása volt az utolsó csepp a pohárban, mikor is azt kívánta a férjétől, szerezze meg a néhai királyné gyűrűjét, amelynek az árából hintót szeretett volna venni. Ez a szemérmetlen pénzsóvárság végül beindította és felgyorsította a korrupcióellenes megmozdulást és Derelye főszakács sleppjének bukását. | Kállay Ilona      |
| Madarász             | Derelye főszakács sógora, aki a király által kívánt fenyőrigót hivatott befogni, hiszen Tóbiás király fenyőrigó-pecsenyét szeretne enni, amiért cserébe megígéri, hogy átadja Derelyének a néhai királyné gyűrűjét. Kökényszemű Katica azonban áthúzza mind a madarász, mind Derelye számítását, mert elvágja a madarak befogására szolgáló hálókat és szabadon engedi a kismadarakat.                                                    | Márkus Ferenc     |
| Katica édesanyja     | | Gurnik Ilona      |
| Dagadó herceg        | | Győrffy György    |
| Aprólék hercegnő     | | Csala Zsuzsa      |
| Bendő báró           | | Horkay János      |
| Lapocka Benő         | Udvari tányérnyaló. | Gelley Kornél     |
| Lapocka Benőné       | Még a leleplezés és bukás pillanatában is szemérmetlenül lopja az ország vagyonát, és az ezüst étkészletet a ruhájába próbálja rejteni, de rajtakapják és öltözékétől is megfosztják. | Schütz Ila        |
| Fasírozott generális | | Horváth Gyula     |
| Katica barátnője     | | Sáfár Anikó       |
| Királylány           | A palacsintasütő versenyre jelentkezik, de elbukik, mert Derelye mézzel bekent palacsintasütőt ad neki, hogy ne süthesse meg a királynak a 100 palacsintát, így ne nyerhesse meg a versenyt. | Borbás Gabriella  |
| Királylány           | A palacsintasütő verseny résztvevője. | Császár Angela    |

## Fogadtatás
„Kedves Fésűs Éva! Maga Rejtőzködő Szerénység! Utolérte eddigi legsúlyosabb »végzete«: a minden eddiginél nagyobb siker. A palacsintás király így bosszulta meg önt, nem engedi, hogy olyan szerény legyen, ami a névtelenségét biztosítja az utcán, a boltban, bármerre. Kívánom is, hogy minél többen ismerjék föl, lepleződjön le kiléte, mert közvetlenül is szeretni akarják a gyerekek, meg mi, felnőttek is. Nemcsak a meséit, s most A palacsintás királyt, az első filmre vitt meséjét. Az író elválaszthatatlan a művétől, attól, amit alkotott. Engedje meg, hogy sok tv-néző nevében gratuláljak A palacsintás királyért, ezért a gyerekeknek, felnőtteknek egyaránt élvezetes meséért. A televízió karácsonyi műsorából egyébként nagyon hiányzott az olyan film, amely így tudott szórakoztatni kicsinyt, fiatalt, felnőttet, idős embert. Zenés mesejáték — így szerepelt A palacsintás király a képernyőn. Kielemezhetnénk, mi minden volt ebben a játékban. Aránylag kevés hagyományos meseelemet használt föl Fésűs Éva, ezt is A palacsintás király javára írhatjuk. S nem új figurákkal érte el, hanem friss mondanivalójával. A szereplők a múltat hozták közeibe, a történet a mát mutogatta hol gúnyosan, hol mellkasfeszítőn. Volt ebben a mesében valami még Jókai ifihőseinek a véréből is. Derelye főszakács rókalelkét a játékos-elmés udvari bolond, Csöröge akasztotta mindannyiunk szeme láttára a szegre... Egy ilyen zenés mesejáték sok ember jó együttműködése alapján születhet csak meg. Fésűs Éva meséjét Békés József dramaturgi leleményessége tette tv-szerűvé, a zenei betétek csak oly fontosak és szépek voltak, mint a leírt, illetve kimondott szó. Tamássy Zdenkó nagy igénnyel komponálta ezeket a dalocskákat A koreográfia Péter László munkája, a jelmezeket Wieber Mariann készítette, a díszletet Nagy Sándor. Mestyán Tibor kamerája mesteroperatőr kezében »mozgott«. S mindezt a szerteágazó tevékenységet Katkics Ilona rendezte eggyé: pompás előadássá, melyben a szereplők is nagyon jól érezték magukat. Név szerint: Tóbiás király szerepében Greguss Zoltán, Éliás királyfi — Balázsovits Lajos, Derelye — Kaló Flórián, s talán a legsikerültebb figurát Harsányi Gábor alakította. Ő játszotta, énekelte Csöröge, az udvari bolond szerepét. Kökényszemű Katicát, Éliás királyfi szerelmét Detre Annamária keltette életre, s itt élnek valamennyien közöttünk, míg meg nem halunk... Ők túlélnek bennünket...”